# タッター
タッター（ウルドゥー語: ٹھٹہ, シンド語:ٺٽو ）は、パキスタン・シンド州にある人口22,000人の歴史的な都市である。

## 概要
アレキサンダー大王がインド・パキスタン遠征をした時、紀元前326年に通過した。「タッターの歴史的建造物群」として、1981年に、世界遺産に登録された。
14世紀以来、タッターは、低シンド地域の首府として機能し、1592年には、ムガル帝国の支配下に入った。1739年に、ナーディル・シャーがイランよりインドへ侵攻するとタッターは陥落すると同時に放棄されるにいたった。
ジャーマー・モスクを含むタッターの文化財は、1647年から1649年にかけて、シャー・ジャハーンの手によって建設され、釉薬が掛かったタイルを特色とする。また、1461年から1509年にかけてタッターを統治したジャーム・ニザームッディーンやムガル帝国の役人の墓もタッターにはあり、加えて、数千の墓を持つ広大な共同墓地がマクリーの丘（en:Makli Hill）の近くに見つかっている。
タッターの中心地には、シャー・ジャハーンが建設したバードシャーヒー・モスクがある。このモスクは101のドームによって構成され、拡声器などの道具なしでもこのモスクの随所でイマームの声が届くように設計されている。
また、タッター近辺にはキーンジャルと呼ばれる美しい湖があり、カラチから多くの人々が週末にはこの湖を訪れる。

## 世界遺産登録基準
この世界遺産は世界遺産登録基準のうち、以下の条件を満たし、登録された（以下の基準は世界遺産センター公表の登録基準からの翻訳、引用である）。
- (3) 現存するまたは消滅した文化的伝統または文明の、唯一のまたは少なくとも稀な証拠。